# Teuscheria cornucopia
Teuscheria cornucopia är en orkidéart som beskrevs av Leslie Andrew Garay. Teuscheria cornucopia ingår i släktet Teuscheria och familjen orkidéer.
Artens utbredningsområde är Ecuador. Inga underarter finns listade i Catalogue of Life.